# Chartreuse de Ripaille
La chartreuse de l'Annonciade-delà-les-Monts ou de l'Annonciation de Notre-Dame et Saint-Maurice  est une ancienne chartreuse à Ripaille, près de Thonon-les-Bains, sur les bords du lac Léman, en Haute-Savoie.

## Histoire
Ripaille est un château des comtes de Savoie. Le comte Amédée VIII y fonde un prieuré de chanoines augustins et s’y retire en 1410. Le duc Emmanuel-Philibert y établit le chef-lieu de l’ordre des Saints-Maurice-et-Lazare en 1572. 
En 1614, à la demande de François de Sales, le duc Charles-Emmanuel Ier accepte de l’attribuer aux chartreux. Les lettres-patentes  du duc sont datées du 12 octobre 1623 et du 24 avril 1624. Charles-Emmanuel Ier publie le 12 décembre 1623, l'acte de cession de Ripaille aux chartreux à la condition d'y faire construire et d'édifier une chartreuse, qui se nommera « insigne de Savoie ». Le 30 novembre 1627, le duc décrète que le couvent de Ripaille ajouterait à son nom celui de « chartreuse de l'Annonciade-delà-les-Monts » et lui confère le titre et les privilèges de la chartreuse de Pierre-Châtel en Bugey, berceau de l'Ordre de l'Annonciade. Le chapitre général lui attribue les biens de l’ancienne chartreuse de Vallon, d'où le nom de « Chartreuse de Ripaille-Vallon ».
Les chevaliers des Saints-Maurice-et-Lazare continuent à y tenir leurs réunions. Les chartreux doivent soutenir, pour faire reconnaître leurs droits, plusieurs procès contre les procureurs du cet ordre. La communauté se compose de dix religieux et de cinq frères, nombre égal à celui des anciens chanoines augustins. 
L’église est commencée en 1762 et n'est jamais achevée. 
Un édit de Charles-Emmanuel III, en date du 5 août 1752, atteint directement le principe de la propriété
des seigneurs féodaux dont les religieux, complété par un nouvel édit le 19 décembre 1771 qui impose l'affranchissement. Enfin, le 2 mai 1781, l'acte d'affranchissement de la main-morte réelle est prononcé officiellement, dans la grande salle de la chartreuse de Ripaille-Vallon.
Le 13 février 1790, l'Assemblée constituante prononce l'abolition des vœux monastiques et la suppression des congrégations religieuses. En 1793, la communauté quitte le monastère pour Le Reposoir comme maison de réunion. Tous les biens des monastères sont déclarés biens nationaux. Le Directoire de Thonon autorise les religieux, ayant prêter serment, à demeurer dans les bâtiments de Ripaille, et leur fournit même une pension sur les biens nationaux. En 1796, on procède à la vente des immeubles des religieux.

## Prieurs
Le prieur est le supérieur d'une chartreuse, élu par ses comprofès ou désigné par les supérieurs majeurs.

Liste des prieurs de Ripaille d'après Victorin de Bellevaux, OFM Cap. :
- 1623-1647 : Laurent de saint Sixt, prieur de Vallon, recteur puis premier prieur de Ripaille.
- 1649-1662 : Pierre de Burcin.
- 1662-1687 : Charles-Emmanuel-Jacques.
- 1682-1687 : Jean-Paul Lombardet.
- 1688-1689 : Antoine Bouchard.
- 1690-1691 : Jean-Baptiste Arnaud.
- 1691-1694 : Daniel Priné (†1694)[5],[6].
- 1694-196 : Bruno Jayet.
- 1696-1699 : Claude Guichenon.
- 1699-1705Luc de Luretière.
- 1707-1715 : Raphaël Ramel.
- 1715-1734 : Jean Griffon.
- 1738-1740 : Emmanuel Varonnard.
- 1741-1745 : Honoré Revoux.
- 1756-1798 : Laurent Favre.
- 1772-1774 : Antoine Pellet.
- 1777- : Raphaë M.
- 1784-1793 :Jean-Francois Mélos, dernier prieur, insermenté à la révolution.